# Franco de Colonia
Franco de Colonia, también conocido como Franco Teutonicus o Franco de París, (fl. desde mediados hasta finales del siglo XIII) fue un teórico de la música y compositor alemán del siglo XIII. Su obra más conocida es el tratado Ars cantus mensurabilis (c. 1260) sobre la notación mensural de la música o notación franconiana, mediante la cual la duración de un sonido es determinable por la grafía utilizada para anotarlo, independientemente del contexto musical en que se encuentre.

## Vida
De los ocho manuscritos conservados de su obra Ars cantus mensurabilis, dos incluyen información biográfica. Franco se refiere a sí mismo como capellán papal y preceptor de los Caballeros Hospitalarios de San Juan en Colonia, un puesto muy poderoso en el norte de Europa en el siglo XIII. En otras fuentes de esa misma época es mencionado como "Franco de París" y como "Franco teutonicus". Probablemente visitó con frecuencia la ciudad de París debido a la estrecha relación de su obra con la escuela de Notre Dame. Su origen teutón se menciona en varias fuentes, por lo que seguramente era alemán, viajaba entre Colonia y París, que mantenían estrechas relaciones en esa época, y presumiblemente ocupó un puesto musical en Notre Dame en algún momento, quizá como profesor, compositor o maestro de canto.
Según escribió Jacobo de Lieja a principios del siglo XIV en su obra Speculum musicæ una apasionada defensa del estilo ars antiqua del siglo XIII frente al nuevo estilo ars nova que consideraba "disoluto y lascivo". A este respecto menciona haber escuchado un motete a tres voces compuesto por Franco de Colonia. No se conservan hoy obras que le puedan ser atribuidas con certeza, si bien se le han atribuido en ocasiones algunas piezas de finales del siglo XIII, de fuentes parisinas pero estilísticamente parecidas a la música alemana de la época. El motete Homo miserabilis, brumans est mors sería una de las composiciones de dudosa atribución.

## Obra

### Ars cantus mensurabilis
La aportación más destacada de este autor fue su Ars cantus mensurabilis (Tratado de canto mensural). La fecha consensuada por la mayoría de los estudiosos de la teoría musical medieval sobre el Ars cantus mensurabilis es alrededor de 1250. El De mensurabili musica data de alrededor de 1240, no mucho antes. Es evidente que la mitad del siglo XIII fue una época de progreso en la notación y la teoría musical, aunque sólo se pusiera al día con el estado actual de la composición y la interpretación.
A diferencia de muchos tratados teóricos del siglo XIII, es una guía práctica que evita por completo las especulaciones metafísicas. Es evidente que esta obra iba destinada a los músicos de la época ya que está repleta de ejemplos musicales para cada aspecto tratado en el texto. Entre los asuntos abordados en el tratado se encuentran el organum, el discantus, la polifonía, las clausulae, el conductus y, en definitiva, todas las técnicas compositivas de la escuela de Notre Dame durante el siglo XIII. Los modos rítmicos se describen con detalle, aunque Franco tiene un esquema de numeración de los modos diferente al del tratado anónimo De mensurabili musica sobre los modos rítmicos, escrito en fechas ligeramente anteriores. Este tratado se atribuyó en su día a Johannes de Garlandia, pero los académicos que comenzaron a investigar en la década de 1980 determinaron que Garlandia editó un manuscrito anónimo a finales del siglo XIII.
La parte central del tratado, y con mucho la más reconocida, es la idea de que las notas, por su apariencia visual, pueden connotar su duración o valor rítmico, además de su valor melódico o altura. Es decir, las propias notas son las que definen sus respectivas duraciones. Con anterioridad imperaba el sistema de los modos rítmicos, según el cual los ritmos se basaban en el contexto: un flujo de notas de apariencia similar en la página sería interpretado como una serie de valores largos y cortos por un cantante entrenado basándose en una compleja serie de reglas aprendidas. Mientras que el antiguo sistema se mantendría en gran medida durante décadas, con el método de Franco las notas adquirían nuevas formas que indicaban su duración.
Fue una obra muy divulgada y copiada, que siguió siendo influyente durante al menos 200 años. A juzgar por la difusión de su tratado y los escritos de estudiosos posteriores, esta innovación parece haber sido bien recibida. Por otra parte, hay que tener en cuenta que Franco era capellán papal y preceptor de un gran cuerpo de caballeros, lo cual puede significar que la aceptación de su tratado puede haber tenido poco que ver con la democracia. El compositor que aplicó con más notoriedad el tratado de Franco en su propia música fue Petrus de Cruce, que fue uno de los compositores de motetes más relevantes del último ars antiqua y uno de los pocos cuyo nombre se ha conservado. Muchas de las obras que se conservan de esta época son anónimas.

## Motete franconiano
La denominación motete franconiano hace referencia a Franco de Colonia. En este tipo de motete, compuestos en torno a 1250-1280, y a diferencia de los motetes típicos de la escuela de Notre Dame, no se empleaba la notación por medio de modos rítmicos. El triplum estaba más subdividido y los textos múltiples también podían estar en varias lenguas. Una muestra de motete franconiano es Amours mi font/En mai/Flos filius eius.